# 鄭天挺
鄭天挺（1899年8月9日—1981年12月20日），原名慶甡，字毅生，笔名攫日，大學時改名天挺，生於順天府，原籍福州府長樂縣，中國歷史學家、教育家。曾在北京大學、西南聯大和南開大學等校從事歷史教學和研究，為明清史領域專家。

## 生平
1899年8月9日，生於順天府（今北京市）。1905年秋，父親鄭叔忱病逝，隔年母親陸嘉坤病逝，雙親過世後和弟弟鄭慶珏被寄養在姨夫家，由表舅梁濟、表兄張耀曾照看。1907年，入北京閩學堂，次年改入江蘇學堂。1909年，升入閩學堂高小部。1911年，考入順天高等學堂中學一年級，和李继侗、梁漱溟、张申府、汤用彤等人同學。秋，因武昌起義停辦。 1912年夏，考入北京高等師範學校附屬中學，自己和弟弟搬出家裡居住。
1917年，考入北京大學本科國文門，和羅庸、鄭奠、張怡荪、羅常培同學，週末到姚華家中聽講文章、金石文字。1919年五四運動時，代表北大前往南開中學聯絡，參加遊行與宣傳。11月，和北京福建同學組織同鄉會，遊行抗議台江事件，1920年7月畢業，不久應聘為廈門大學國文教授，兼任廈門大學圖書部主任，1921年春上任。夏，鄧翠英辭任校長後辭職回京，任《京話日報》編輯。秋，與羅庸、張怡荪一同考入北京大學研究所國學門為研究生，研究古文字學。1922年，在女高師、北京法政大學和北京一中兼課。秋，加入北大清代內閣大庫檔案整理會，參加明清檔案整理工作。並任法權討論會秘書。1924年秋，人北大預科講師，並在女高師兼課。1926年，三一八慘案後參加追悼會並為死者募捐。1927年6月，時任浙江民政廳長馬敘倫邀鄭天挺任秘書，與羅常培和毛彥文同事，不久便辭職回京。
1928年5月，應梁漱溟之邀，到廣州任廣東政治分會建設委員會秘書。9月，任浙江大學秘書兼文理學院文科講師。 1930年2月，應蔣夢麟和劉大白之邀，任教育部秘書。年底，隨蔣夢麟轉任北京大學預科國文講師兼校長室秘書。1933年，任北大秘書長，後兼中文系副教授，講授古地理學、校勘學，並在北平大學女子文理學院兼課。1936年，兼歷史系課程，講授魏晉南北朝史。 
1937年七七事變後，保護北大師生安全離校，後與羅常培、魏建功、陳雪屏等輾轉至長沙臨時大學。1938年3月，至蒙自任西南聯大歷史系教授，後遷昆明。1939年5月，北大恢復文科研究所和史語所一起，任副主任。1940年1月9日，西南聯大常委會聘請鄭天挺擔任聯大總務長，2月26日正式上任。1941年5月，與梅貽琦和羅常培到四川出差，8月返滇。1943年1月，到重慶參加全國歷史大會。1944年4月，公開反駁“滿洲獨立論”。暑假，到大理考察。1945年8月，戰爭勝利後計劃回遷，任聯合遷移委員會主席。11月3日，回到北平，主持北大校產保管會事宜。1946年7月，復任北大秘書長，兼任故宮博物院專門委員。
1948年12月，北平被圍，15日，胡適去南京後校務由鄭天挺和湯用彤、周炳琳負責。1949年1月，郑天挺多次参加傅作义召开的会议，要求保卫北平。5月，北平市军管会文管会接收北大，任命郑天挺为校务委员会委员、副校长、秘书长、兼史学系主任。1950年4月，辭秘書長職務。1951年2月，郑天挺到中南地区的江西省泰和县参加土改，5月返京。1952年，參加北大“三反五反”、“思想改造”、“忠誠老實”等運動，被指定為重點檢查對象。9月上旬院系调整，鄭天挺和雷海宗調任南开大学历史系，分別擔任中国史和世界史研究室主任，任《历史教学》杂志社编委。1954年7月，赴北京參加全國高校文科教學研究座談會，任歷史組負責人。1956年2月，任中科院歷史研究所委員。同年创建南开大学明清史研究室。
1961年夏，郑天挺任南开大学历史系主任。参加中华人民共和国教育部文科教材编选历史组副组长。1962年，应中央党校邀请讲授清史。1963年8月，任南开大学副校长。9月，郑天挺到中华书局主持标校《明史》，多次应邀到第一历史档案馆作有关“清史研究与档案”和“清代史上的乾隆时期”的报告。1964年夏，辭任歷史系主任，由吴廷璆继任。1966年6月，文化大革命開始後被責令返校，關入牛棚。1972年，恢復一定的自由，繼續點校《明史》。1974年夏，参加天津市“儒法斗争”座谈会，並恢復正常工作。1978年，《光明日報》刊載平反的報導。1979年秋，郑天挺受教育部委托主办“明清史进修班”。冬，擔任南開副校長，兼任社科院历史研究所研究员。同年加入中国共产党。1980年，任中国史学会常务理事、主席团执行主席，天津市政协会议副主席。
1981年暑假，参加教育部学位评定委员会议，为历史组组长；国务院学位评定委员会，与夏鼐同任组长。10月，郑天挺辞去南开大学副校长职务，改任顾问。12月20日，在天津病逝。

## 著作
1. . 重庆独立出版社. 1946.
2. . 开明书局. 1952.
3. . 开明书局. 1953.
4. . 中华书局. 1980. ISBN 978-710-104-741-7.
5. . 中华书局. 1992. ISBN 9787101000719.
6. . 中华书局. 2009. ISBN 978-710-106-985-3.
7. . 中华书局. 2009. ISBN 710-103-354-7.

1. 《中国通史参考资料》（与翦伯赞合编）
2. 《史学名著选读》（主编）

## 腳注
1. ↑  联大日记（2018年）
2. ↑  清史探微 & 學術年譜（1999年）

## 外部鏈接
- .   [2014-10-21]. （原始内容存档于2015-10-14）.
- .   [2014-10-21]. （原始内容存档于2014-09-05）.
- 辛德勇. . 澎湃新闻.   [2018-10-02 10:02:46]. （原始内容存档于2021-10-06）.